# Het Haagje
Het Haagje of 't Haagje is een buurt in de wijk Helmond West.
Het Haagje is een van Helmonds oudste woongebieden. Onder de naam Die Haghe was hier in de middeleeuwen een nederzetting die voorafgaat aan de latere stad Helmond. 

## Geschiedenis
Oorspronkelijk vormde een hooggelegen terrein op de plaats van het huidige De Burcht een centrum, met een versterkte nederzetting. Later, circa 1150, komt er een stuk verderop een domeingoed waarop circa 1200 een soort houten burcht verrijst. Het domeingoed was gesitueerd rond de Haaglaan, de 1e en 2e Haagstraat. De domeinheer omringde zijn nederzetting met een haag, hetgeen de latere benaming van de buurt verklaart. De houten burcht kreeg na de bouw van het nieuwe, huidige kasteel (in fasen gebouwd vanaf circa 1350) de naam 't Oude Huys. Ook ontstond in Die Haghe het kerkelijk centrum, een filiaalkerk van de parochiekerk te Rixtel, die al in een pauselijke bul uit 1178 wordt genoemd. Circa 1275 is er een kapel die in 1356 de eerste parochiekerk van Helmond werd. Na de oprichting van een nieuwe parochiekerk in het nieuwe stadscentrum werd de oude grotendeels afgebroken, waarbij het overgebleven priesterkoor diende als kapel van een nieuw opgericht Augustinessen klooster, Marienhage (of O.L.V. in die Haghe) gestaan, gesticht voor 1485. In 1543 is dit klooster in brand gestoken, om plunderende troepen voor te zijn. Het klooster heeft gelegen bij de straat die nu Kloosterweide heet.
In de 19e eeuw komt de ontwikkeling van deze wijk echt op gang. Met de komst van de Carp-garenfabriek in die periode verandert het Haagje van een boerensamenleving naar een arbeidersbuurt. Hiermee groeit tevens het sociale en culturele wijkleven. De leefomstandigheden zijn er niet goed; mensen wonen in heel kleine woningen onder de rook van de fabriek. De komst van de Woningwet in 1901 legt de basis voor een verbetering van de volkshuisvesting, onder andere door voorschotten te verlenen aan (de voorloper van de) woningbouwcorporaties. In 1920 wordt het eerste structuurplan voor Helmond opgesteld. De woningbouwplannen worden stedenbouwkundig als samenhangende woningbouwcomplexen ontworpen en gerealiseerd. Vanuit het centrum worden vooral de gebieden tussen de linten bebouwd, zoals het oudste deel in Helmond West tussen de Mierloseweg en de spoorlijn. Na de Tweede Wereldoorlog wordt een deel van de woningen gesaneerd. De huizen worden groter en krijgen sanitaire voorzieningen. De opkomst van de auto zorgt er voor dat in 1966 de Traverse wordt aangelegd. Deze heeft als gevolg dat Helmond West meer in een isolement wordt geduwd. Vanaf de jaren 90 ligt de focus in Helmond West op de stedelijke vernieuwing, verouderde bebouwing is al op diverse plekken vervangen door nieuwbouw en op de plek van de inmiddels verdwenen Carp-garenfabriek werden nieuwe woningen gerealiseerd.

## Reputatie
Het Haagje staat in en om Helmond bekend als een zeer onrustige buurt. Er zouden verschillende rellen plaatsvinden, waarbij vooral jongeren een grote rol spelen. In 2017 was er een intimiderende sfeer ontstaan door een groep rondhangende mannen. De gemeente reageerde hierop met gebiedsverboden en cameratoezicht. De landelijke publieke omroep PowNed heeft vervolgens met het programma PowNews meerdere malen reportages gemaakt over de onrust in de buurt. In 2021 werd de buurt geportretteerd in de documentaireserie Typisch Helmond-West.